# خورخه امادو نونس
خورخه امادو نونس (انگلیسی: Jorge Amado Nunes؛ زادهٔ ۱۸ اکتبر ۱۹۶۱) بازیکن فوتبال اهل پاراگوئه است.
از باشگاه‌هایی که در آن بازی کرده‌است می‌توان به باشگاه فوتبال ولز سارسفیلد، باشگاه فوتبال لیبرتاد، باشگاه فوتبال الچه، و باشگاه ورزشی دیپورتیوو کالی اشاره کرد.
وی همچنین در تیم ملی فوتبال پاراگوئه بازی کرده‌است.